# Die Priester
Die Priester ist eine deutschsprachige Gesangsgruppe, die aus drei römisch-katholischen Priestern besteht.

## Geschichte
Der Abtprimas Notker Wolf und der Zisterziensermönch Karl Wallner vom Stift Heiligenkreuz entwickelten das Projekt, Popmusik mit klassischer Musik zu verbinden. Wolf und Wallner hatten sich bereits zuvor mit diesem Thema befasst, so war unter anderem Wallner an der Veröffentlichung von The Cistercian Monks of Stift Heiligenkreuz beteiligt. 
Nach längerer Suche fanden sich mit Pater Vianney Meister, dem damaligen Abt Rhabanus Petri von Schweiklberg und dem Wiener Diözesanpriester Andreas Schätzle die geeigneten Kandidaten für das neue Projekt. Am 21. Oktober 2011 erschien ihr Debütalbum Spiritus Dei, auf dem sie Werke von Händel, Bach, Tschaikowsky, Beethoven und Smetana sowie zeitgenössische Titel wie Hallelujah von Leonard Cohen oder Dieser Weg von Xavier Naidoo neu interpretieren. Die Priester singen hierbei vorwiegend auf Latein und Deutsch.
Am 28. September 2012 erschien mit Rex Gloriae ihr zweites Album, das im Vergleich zu dem ersten Album einen etwas religiöseren Einschlag hat. Auch sind diesmal neben den Priestern andere Künstler zu hören. So spricht der Sprecher Joachim Kerzel für drei Stücke Texte ein, und die Sopranistin Mojca Erdmann singt ein Duett.
Am 14. Februar 2013 nahmen die Priester zusammen mit Mojca Erdmann mit dem Lied Meerstern, sei gegrüßt an Unser Song für Malmö teil und belegten den 10. Platz.
Vorbild für Die Priester waren Les Prêtres, eine aus Frankreich stammende Gesangsgruppe, die in ähnlicher Weise moderne Popmusik mit klassischer Musik zu verbinden versucht. Diese wiederum wurden von The Priests aus Irland inspiriert.

## Mitglieder
- Rhabanus Petri spielt Orgel und Tuba. Bei Die Priester singt er die Zweitstimme und Backings. Bis 2022 war er Benediktiner, von Juni 2007 bis Juli 2017 als Abt des Benediktinerklosters Abtei Schweiklberg. 2022 verließ er den Orden und wurde Priester der Diözese Speyer.

- Pater Vianney Meister OSB ist Benediktiner und lebt seit 1986 in der Erzabtei Sankt Ottilien, wo er als Chefkantor der Mönchs-Schola fungiert. Des Weiteren ist er seit 1994[3] Leiter des Klosterinternats. Er spielt Trompete, Tuba und Gitarre. Als erfahrener Sänger des gregorianischen Chorals hat er bei vielen Konzerten mitgewirkt und mehrere CDs eingespielt.

- Andreas Schätzle ist ein deutscher Diözesanpriester in Wien. Dort engagiert er sich unter anderem in der Jugendarbeit, etwa in der Loretto Gemeinschaft. Schätzle studierte Musik und Theologie. 1995 wurde er in der Erzdiözese Wien zum Priester geweiht. Seit dem 1. Juni 2005 ist er Programmdirektor des christlichen Senders Radio Maria Österreich. Schätzle spielt Trompete, Gitarre sowie Klavier und schreibt seit vielen Jahren eigene Songs. Von diesen hat er einige auf der Live-CD Feuer & Flamme 2005 bereits veröffentlicht.[4]

## Diskografie
Alben
- 2011: Spiritus Dei
- 2012: Rex Gloriae
- 2015: Salus Advenit
- 2017: Möge die Straße
- 2019: Hallelujah!

Kompilationen
- 2018: Das Beste

Videoalben
- 2012: Spiritus Dei – Das Live-Konzert aus Altötting
- 2012: Rex Gloriae – Ein Leben für Gott und die Menschen